# Sinocyrtaspiodea
Sinocyrtaspiodea is een geslacht van rechtvleugeligen uit de familie sabelsprinkhanen (Tettigoniidae). De wetenschappelijke naam van dit geslacht is voor het eerst geldig gepubliceerd in 2013 door Shi & Bian.

## Soorten
Het geslacht Sinocyrtaspiodea omvat de volgende soorten:
- Sinocyrtaspiodea carinata Liu, Zhou & Bi, 2008
- Sinocyrtaspiodea longicercus Shi & Bian, 2013